# Rogaciones

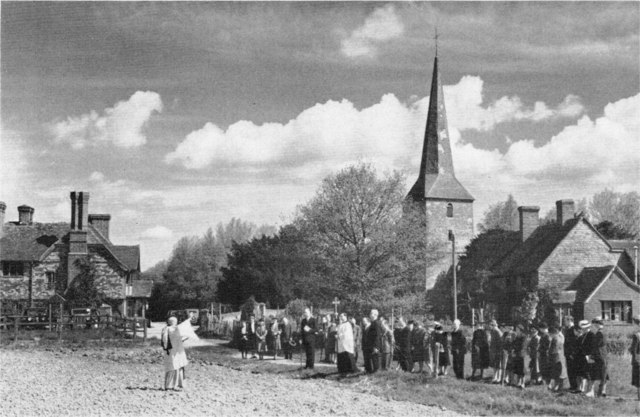
Bendición de los campos en rogación en Hever, Kent.

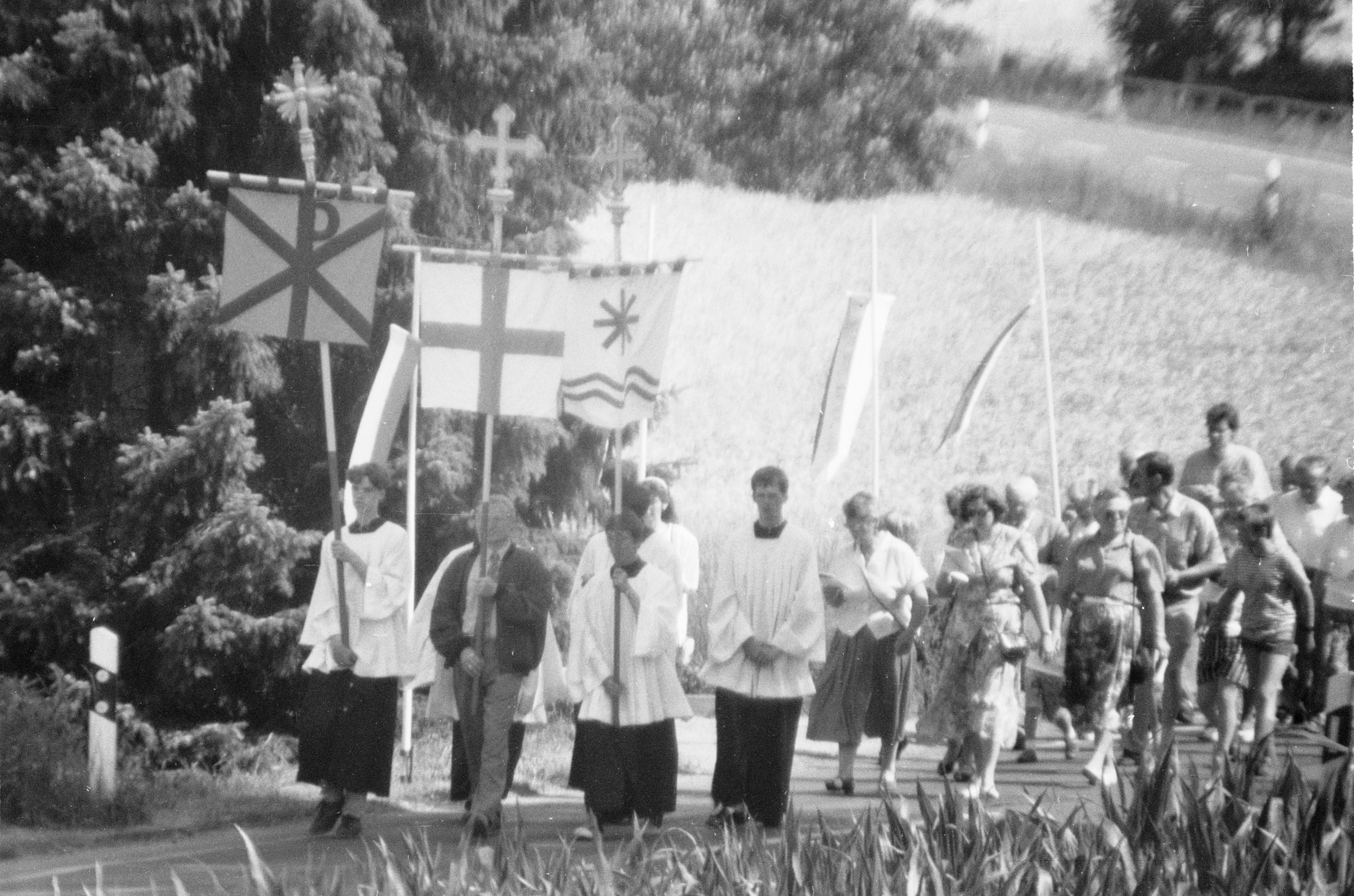
Procesión de rogaciones en 1992 en Westfalia.

Las rogaciones son, en la cristiandad occidental, oraciones, penitencias y procesiones propiciatorias, realizadas en determinados días, para el éxito de la cosecha.
Se dividen en "rogación mayor", observada el 25 de abril y "rogaciones menores" para los tres días anteriores, lunes, martes y miércoles, a la Fiesta de la Ascensión. Estos tres días previos al día de la Ascensión son para el rito romano (ocho días en el rito ambrosiano). De acuerdo con la definición del Papa Benedicto XIV (1740-1758), las rogaciones eran apropiadas para defender la vida de los hombres de la ira de un Dios que atemoriza por todas partes. Su propósito era "eliminar los flagelos de la justicia de Dios y atraer las bendiciones de su misericordia sobre los frutos de la tierra".

## Rogación mayor
La primera rogación, con las letanías mayores, se ha comparado con la antigua fiesta religiosa romana de la Robigalia, un ritual que implicaba la oración, sacrificio y procesión para obtener una buena y abundante cosecha y que se celebraba el 25 de abril. La primera rogación, que también se observa el 25 de abril, lleva aparejada una procesión alrededor del perímetro de la iglesia, purificando y bendiciendo la iglesia y sus campos. Se quiere ver una conexión directa, como un "sustituto cristiano" de la fiesta, siguiendo incluso el mismo recorrido procesional en Roma. Si el Domingo de Pascua cayese en un 25 de abril, las rogaciones se transfieren al martes siguiente.

## Rogaciones menores
Esta costumbre tiene orígenes muy antiguos, que datan de un suceso ocurrido en la Galia Lugdunense, cuando en el año 474 el Delfinado fue golpeado duramente por diversos desastres naturales y un terremoto. Mamerto, obispo de Vienne (posteriormente proclamado santo) pidió a sus seguidores iniciar un triduo de oración y ayuno, estableciendo solemnes y públicas procesiones en algunas de las iglesias de su diócesis. Los tres días de penitencia terminaron el día de la Ascensión. Esta "propuesta" de oración que el obispo hizo a la población fue llamada "rogación", del latín rogatio, que se utilizaba en la Antigua Roma para indicar un proyecto de ley nacido en el pueblo.

### Procesiones
Las procesiones de las rogaciones menores se llevaban a cabo durante tres mañanas consecutivas, en los días previos a la fiesta de la Ascensión: lunes, martes y miércoles (en cuanto la Ascensión siempre cae en jueves). El recorrido, que comenzaba a las 5 o 6 de la mañana, podía alargarse varios kilómetros, era diseñado para que todo el territorio de la parroquia pudiera observarla, aunque fuese a cierta distancia.
El punto de partida era siempre la iglesia parroquial, pero cada día se seguía un recorrido diferente, llegando a un punto preestablecido, un lugar significativo dentro del territorio de la parroquia (a menudo señalado por una pequeña capilla o santuario), en medio del campo.
Encabezaban la procesión las Hermandades masculinas con sus signos, a continuación, el clero (clérigos, seminaristas, diáconos y sacerdotes). Detrás, las mujeres y los niños y al final, los hombres. El sacerdote (que llevaba ornamentos de color violeta), presidía la ceremonia. No se encendía el cirio pascual.
Por el trayecto se recitaba una plegaria de grupo: el sacerdote entonaba la Letanía de los santos, y tan pronto como se llegaba a las posiciones preestablecidas, la procesión se detenía, el clérigo levantaba la cruz y, dirigiéndose a los puntos cardinales, recitaba las invocaciones de las letanías: A folgore et tempestate, A peste, fame et bello, etc. a lo que la población respondía Libera nos Domine.
El sacerdote concluía la ceremonia proclamando el Oremus final proporcionada por la Letanía de los santos y la "Misa de las rogaciones" (en la que no hay ni Gloria ni Credo).